# Yehezkel Kaufmann

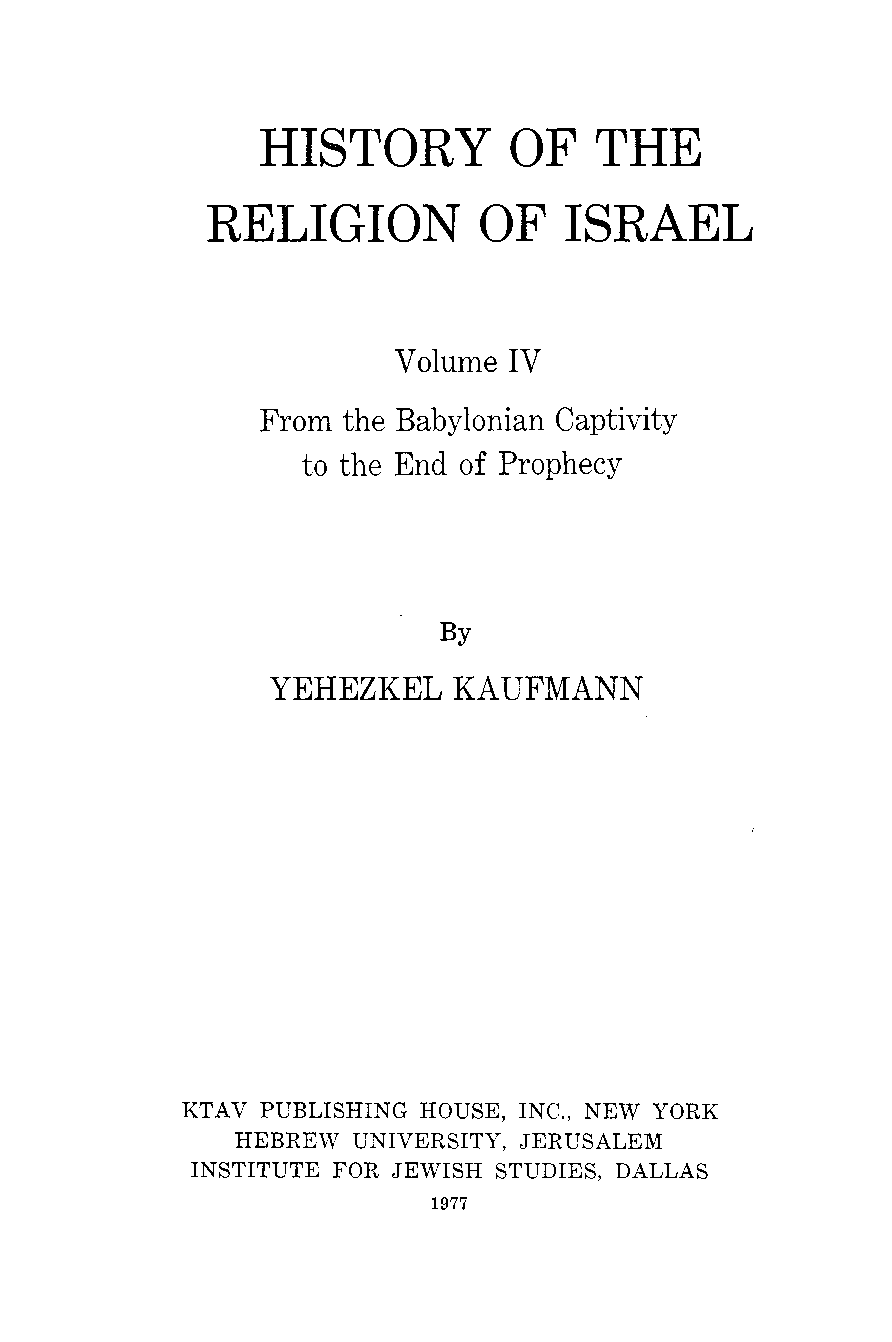
Frontespizio di History of the Religion of Israel

Yehezkel Kaufmann (in ebraico יחזקאל קויפמן‎?; 1889 – 9 ottobre 1963) è stato un filosofo e biblista israeliano associato all'Università ebraica di Gerusalemme. Il suo principale contributo allo studio della religione biblica fu la sua tesi secondo la quale il monoteismo ebraico non derivò da uno sviluppo graduale del paganesimo, ma ebbe un'origine del tutto nuova e indipendente..

## Biografia
Yehezkel Kaufmann nacque in Ucraina. Si formò come talmudista presso la yeshiva del rabbino Chaim Tchernowitz (Rav Tzair) a Odessa e a Pietrogrado. Presso l'Università di Berna ricevette la sua formazione filosofica e biblica.
Nel 1918 completò il dottorato con una dissertazione sul principio di ragion sufficiente, che fece pubblicare a Berlino due anni più tardi.
Nel 1928 iniziò a insegnare nel Mandato britannico in Palestina e nel 1949 divenne docente di Bibbia all'Università ebraica di Gerusalemme.

## Attività
Kaufmann fu autore di decine di pubblicazioni, quasi esclusivamente in ebraico. Nel 1920 diede alle stampe Against the claims of the phenomenological approach of Husserl, sua ultima pubblicazione sulla filosofia astratta. Altri suoi titoli includono Exile and Estrangement, The Religion of Israel, la Toledot Ha'Emunah Ha'Yisraelit, corposa opera in 4 volumi scritta in ebraico, oltre a un commento al Libro di Giosuè e al Libro dei Giudici.
In Exile and Estrangement: A Socio-Historical Study on the Issue of the Fate of the Nation of Israel from Ancient Times until the Present (del 1930) suggerì che la religione fu il fattore che preservò l'identità israelita nel corso dei secoli. Essa divisa tra l'universalismo di un Yahweh che è sovrano dell'intero universo, e il "nazionalismo" di un dio che rivela se stesso ("Io sono colui che è") e i Dieci comandamenti soltanto ad Israele. Questa tensione fra universalismo e nazionalismo -secondo Kaufmann- fu la causa dell'esilio e della ghettizzazione degli Ebrei. Egli era convinto che il sionismo non potesse fornire la soluzione definitiva al problema del popolo ebraico.
Nella Toledot, la sua opera più nota, Kaufmann sostiene che il monoteismo ebraico ebbe inizio al tempo di Mosè e che non era il risultato di influssi provenienti dalle culture circostanti, ma era un fenomeno esclusivamente israelita. A seguito dell'adozione del monoteismo, il credo israelita risultò essere libero da elementi mitologici al punto da nemmeno comprendere più il paganesimo (nozione che secondo lui abbracciava qualsiasi confessione diversa dalle tre religioni abramitiche). Kaufmann riassunse la sua posizione nelle seguenti parole:
Gli episodi sporadici di adorazione del dio Baal non furono mai un movimento di popolo, bensì una religione imposta dalla corte reale al tempo di Acab e di Gezabele. L'idolatria di cui parlano le Scritture era solo "vestigiale idolatria feticistica", estranea ad un attaccamento popolare a tali forme di adorazione, così come ad un influsso da parte straniera.

## Premi e riconoscimenti
- 1933: Premio Bialik peril pensiero ebraico[3];
- 1956: Premio Bialik;
- 1958: Premio Israele per gli studi ebraici.[4]

## Altre opere
- (DE)  Jesekiel Kaufman (variante tedesca del nome), Eine Abhandlung uber den zureichenden Grund: Erster Teil: Der Logische Grund (lett. "Un Trattato sulla Ragion sufficiente: Prima Parte: La Ragione Logica"), Berlino: Ebering, 1920 (dissertazione di dottorato).